# Danh sách vũ khí sử dụng trong Nội chiến Lào
Nội chiến Lào là một cuộc xung đột quân sự giữa lực lượng du kích theo chủ nghĩa Marx là Pathet Lào chống lại Lực lượng Vũ trang Hoàng gia Lào (FAR) của Vương quốc Lào (tiếng Pháp: Royaume du Lào), dẫn đầu bởi Chính phủ Hoàng gia Lào. Dưới đây là danh sách vũ khí được sử dụng trong cuộc nội chiến này.

## Lực lượng Vũ trang Hoàng gia Lào

### Súng lục
- Browning Hi-Power
- Luger P08
- Colt.45 M1911
- Smith & Wesson mẫu 39

### Tiểu liên
- MAT-49
- Tiểu liên Sterling
- Carl Gustav M/45
- M1A1 Thompson
- Súng bơm mỡ M3A1

### Súng trường kiểu chốt
- MAS-36
- M1903 Springfield
- Lee-Enfield

### Carbine
- Carbine M1/M2
- CAR-15 Súng carbine tấn công

### Súng trường

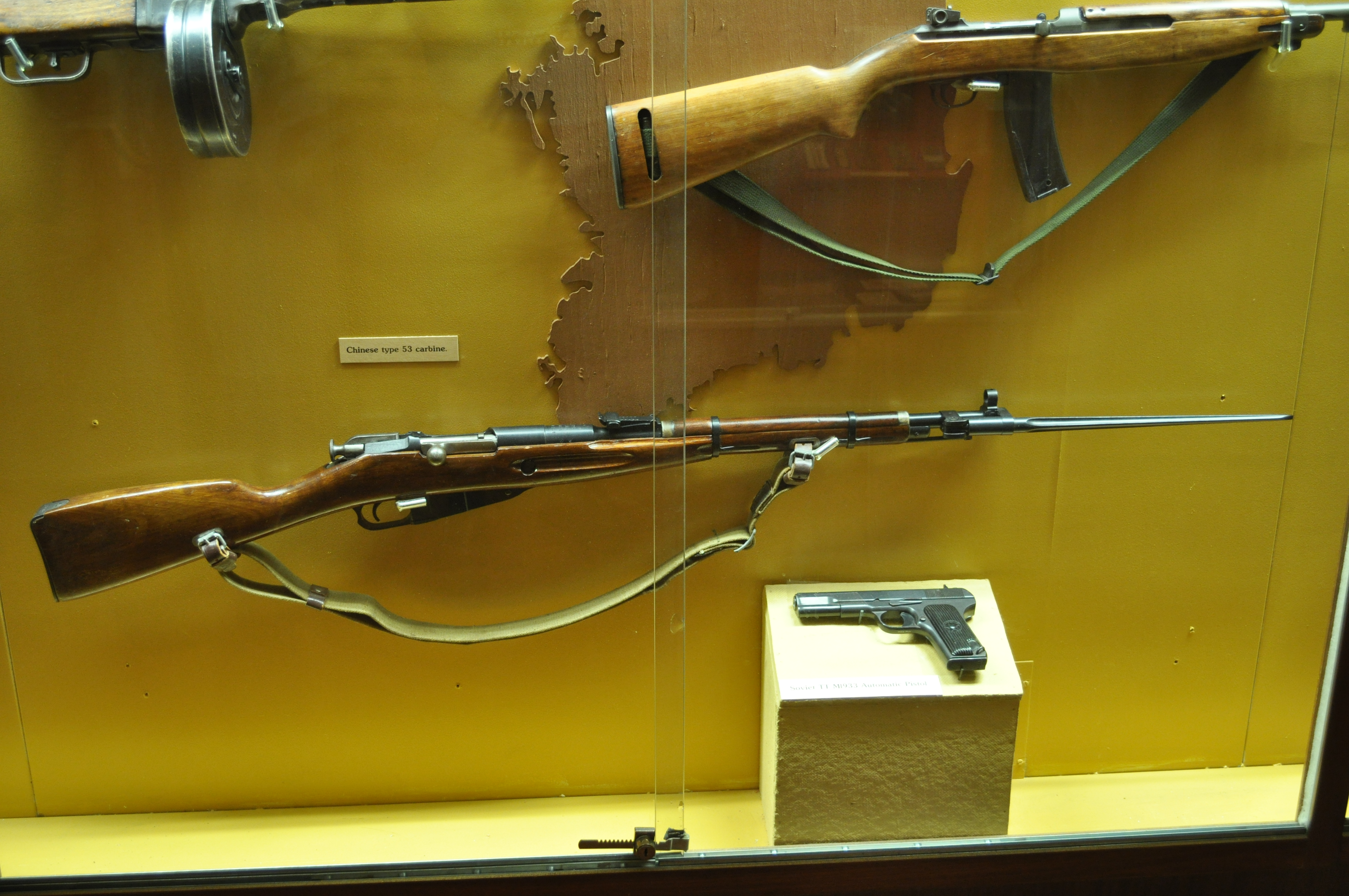
Type 53 carbine

- M1 Garand Súng trường bán tự động
- SKS Súng trường bán tự động
- L1A1 SLR Súng trường tấn công
- M11 Súng trường tấn công
- AK-47
- Kiểu 56
- AKM

### Súng máy hạng nhẹ

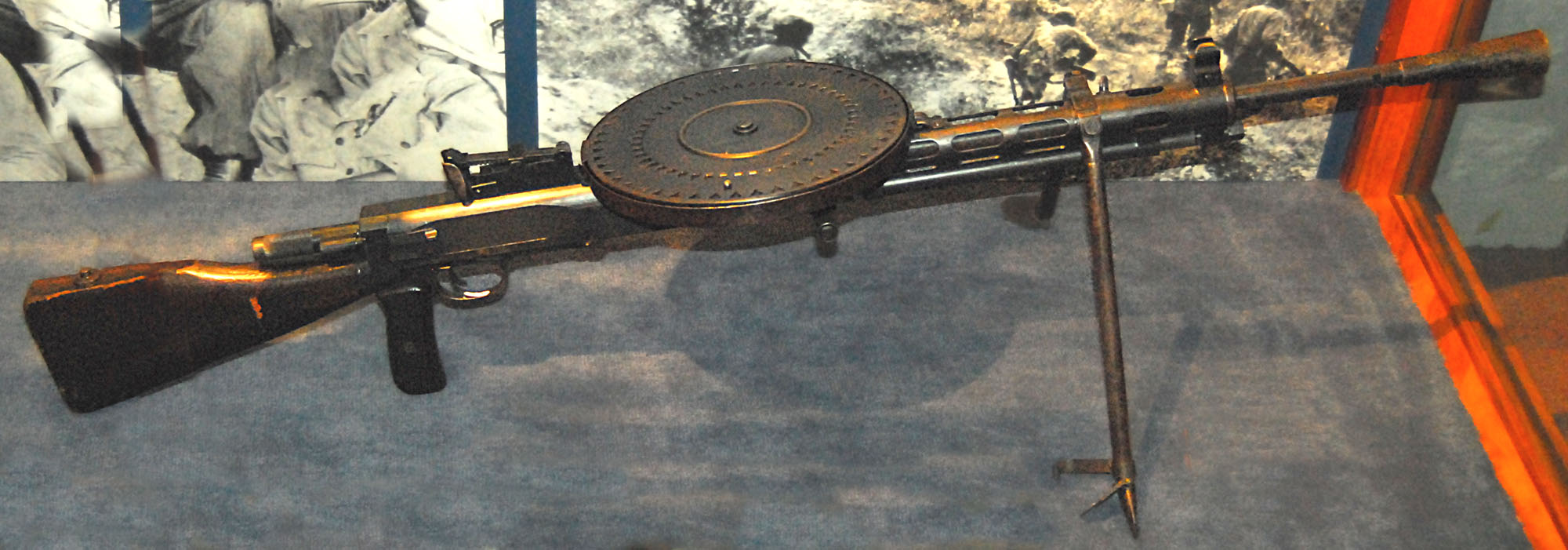
Type 53 light machine gun

- FM 24/29
- BAR
- Bren

### Súng máy đa năng
- M60
- RPD

### Súng máy hạng trung và nặng
- Browning M2HB.50 Cal
- Browning M1919A4/ Mk 21
- SG-43/SGM Goryunov

### Rốc két chống tăng
- M72 LAW
- RPG-2
- RPG-7

### Súng phóng lựu
- M79
- M203

### Súng trường không giật
- M67
- M40

### Súng cối
- Súng cối M2 4.2 inch
- Súng cối M30 107mm

### Sơn pháo
- Sơn pháo M101 105mm

### Xe thiết giáp
- M24 Chaffee Tăng hạng nhẹ
- Pháo tự hành M8
- M8 Greyhound xe thiết giáp
- Xe thiết giáp trinh sát M3
- Half-track M3
- M-113 xe bọc thép chở quân[1].

### Trực thăng
- UH-1 Iroquois máy bay trực thăng đa dụng có vũ trang
- Mil Mi-4 vận tải
- Sikorsky H-19 vận tải
- Sikorsky H-34 vận tải
- Sud Aviation SA 316B Alouette III trực thăng hạng nhẹ[2]

### Không quân
- T-6 Texan máy bay huấn luyện, đa dụng
- T-28 Trojan máy bay huấn luyện, đa dụng
- AC-47D Spooky máy bay vận tải vũ trang hạng nặng[3]
- C-47 vận tải
- Lisunov Li-2 vận tải
- Fairchild C-123 Provider vận tải
- Cessna O-1D Bird Dog máy bay trinh sát/quan sát hạng nhẹ

### Hải quân
- Tàu tuần tra sông (PBR), (tất cả đều làm bằng sợi thủy tinh, được đẩy tới bằng các tia nước đôi)
- Tàu đổ bộ cơ động (LCM), (có 8 chiếc được sử dụng trong suốt cuộc nội chiến)

## Pathet Lào

### Súng ngắn
- Tokarev TT-33
- Type 54 pistol: Chinese copy of TT-33
- Colt.45 M1911A1

### Tiểu liên
- MAS-38[4]
- MAT-49[4]
- PPSh-41[5]
- PPS-43
- K-50M

### Carbine
- M1 Carbine
- M1A1 Carbine
- M2 Carbine

### Súng trường
- Mosin–Nagant
- Type 53 Carbine
- MAS-36
- Arisaka
- US M1917
- Mauser Kar98k

### Súng bắn tỉa
- M/52

### Súng trường tấn công
- CKC
- AK-47
- AKM
- K-56
- Type 56-1
- M1 Garand
- M16A1 Assault rifle

### Súng máy hạng nhẹ
- Degtyaryov DP/DPM
- Type 53
- RPK
- Bren[4]
- ZB vz. 26
- FM 24/29
- M1918A2 BAR

### Súng máy đa chức năng
- Degtyaryov RP-46[6]
- RPD
- PK/PKM

### Súng máy hạng nặng
- SG-43/SGM Goryunov[7]

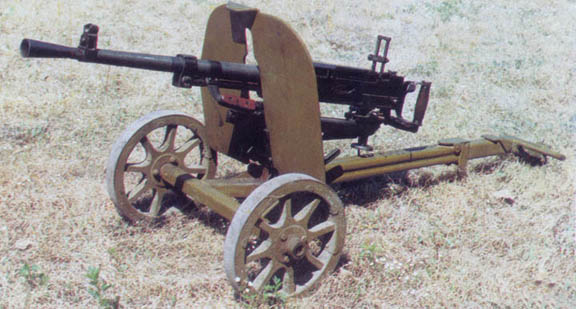
Type 53 machine gun

- Type 53/57 Chinese variant of SG-43 and SGM
- DShK[8]
- Type 54 Chinese variant of DShK
- KPV
- Browning M1919A4[8]

### Lựu đạn
- F1/M33 hand grenade
- RG-4 anti-personnel grenade
- RG-42 hand grenade
- RGD-5 hand grenade
- RPG-43 anti-tank grenade
- Type 1/M33 hand grenade
- Type 42 hand grenade
- Type 59 hand grenade

### Vũ khí chống tăng

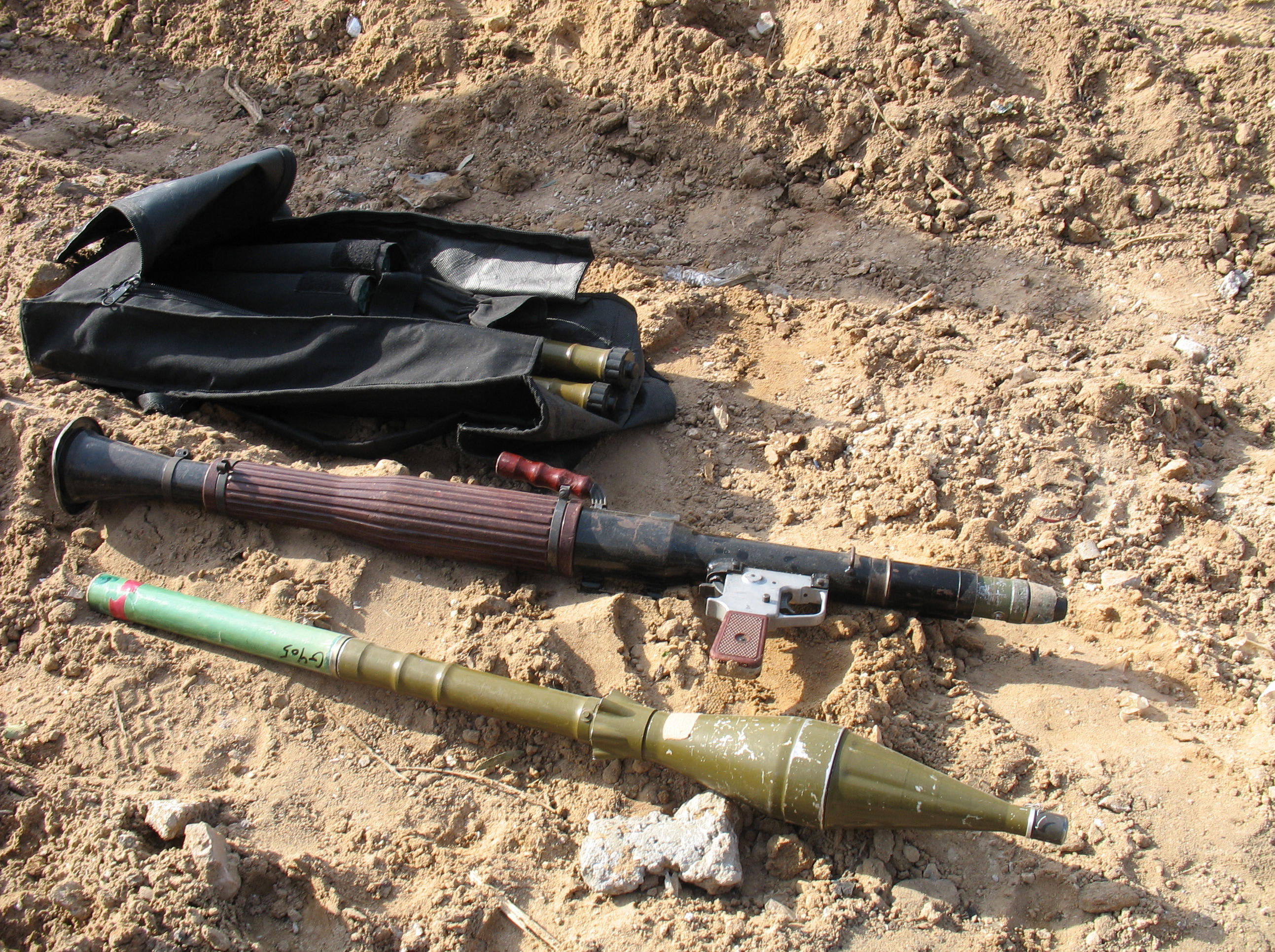
Type 69 RPG

- RPG-2
- RPG-7
- Type 56 RPG
- Type 69 RPG

### Súng phóng lựu
- M79

### Súng không giật

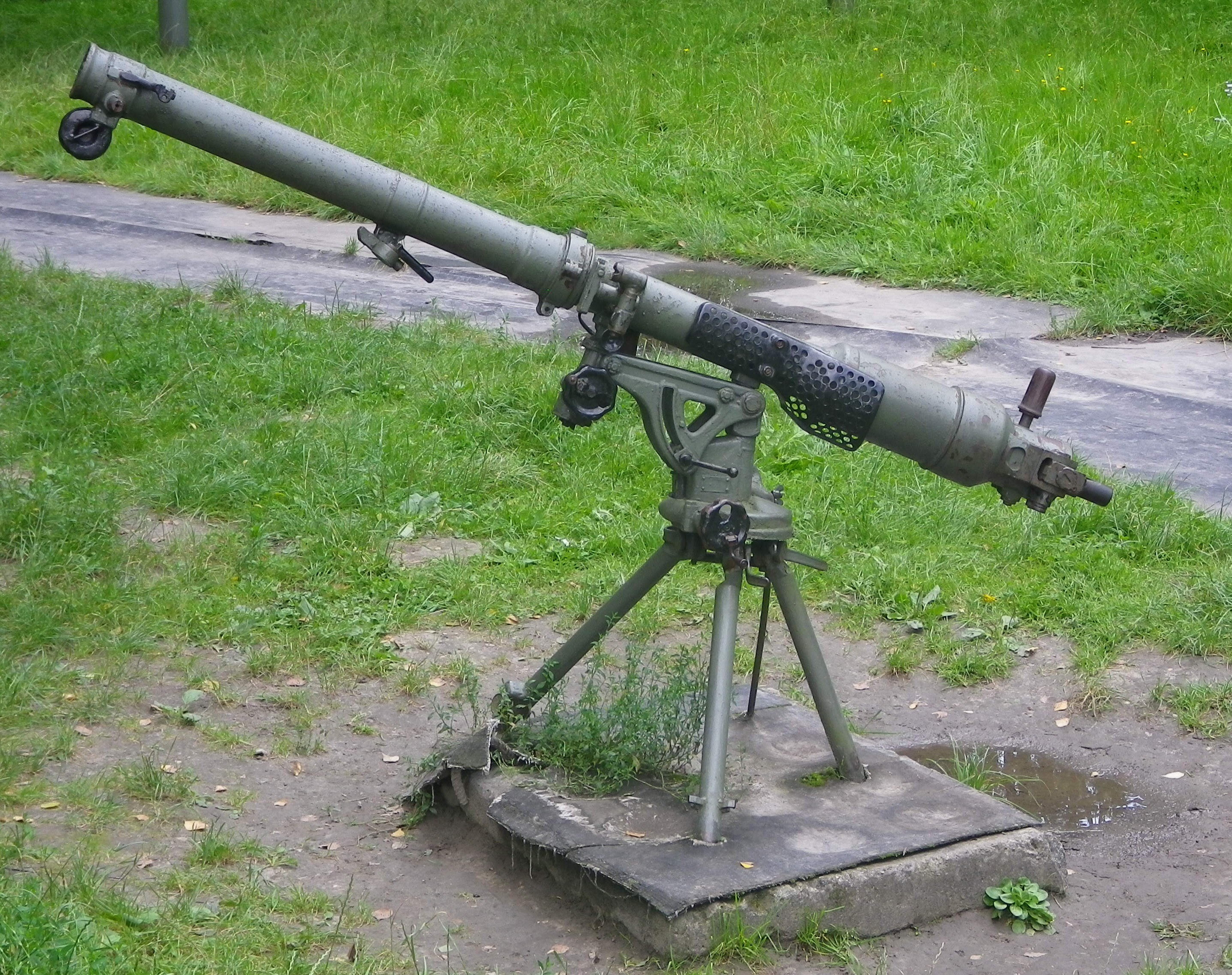
B-10 recoilless rifle

- B-10[8]
- B-11[8]
- Type 56[8]
- Type 65 recoilless rifle

### Súng cối
- Brandt mle 27/31 81mm mortar
- Type 53 82mm mortar
- PM-41 82mm mortar[7]
- Type 55 120mm mortar

### Lựu pháo

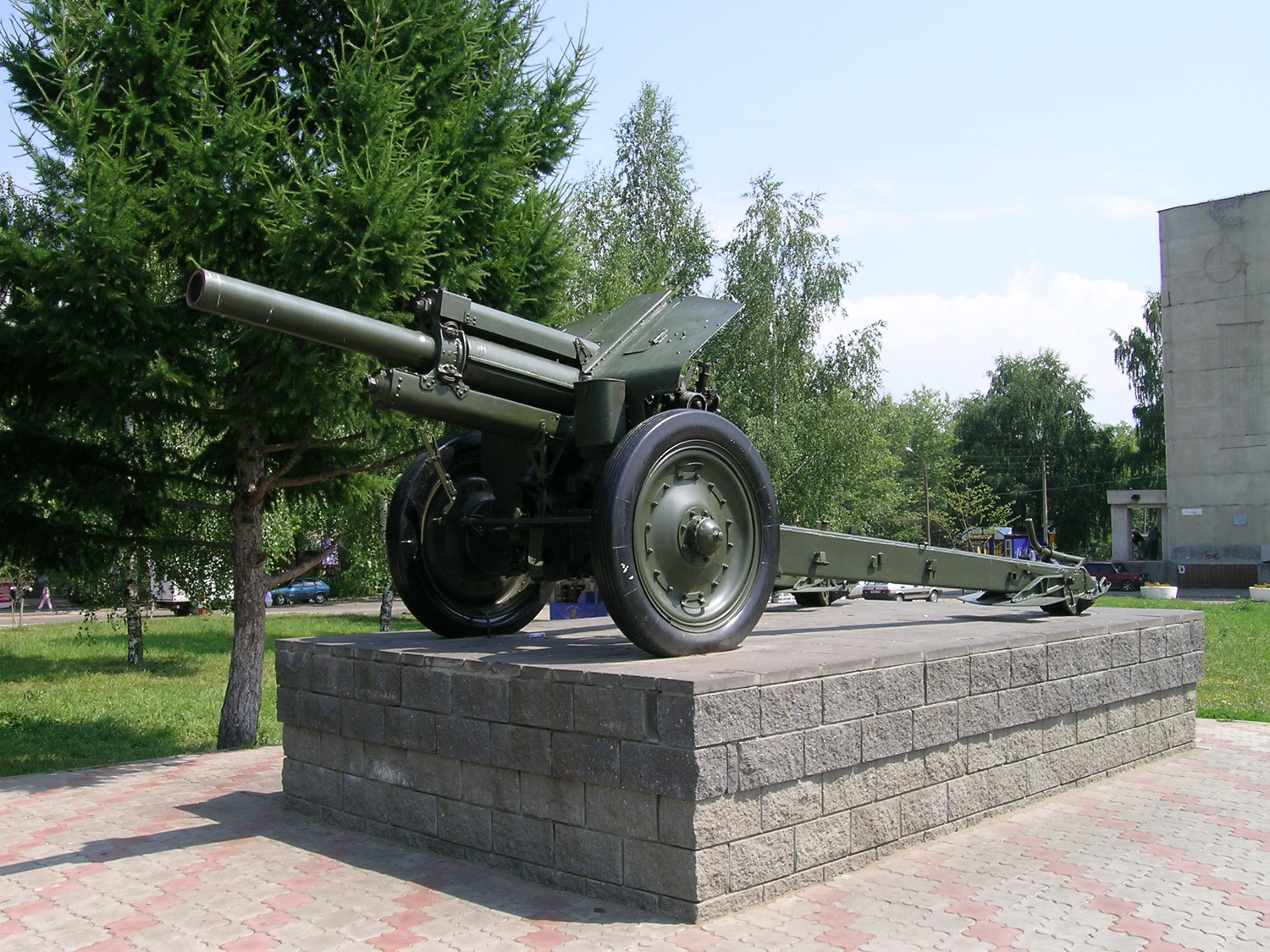
M-30 122 mm howitzer (M1938)

- M-30 122mm howitzer (M1938)

### Pháo phòng không

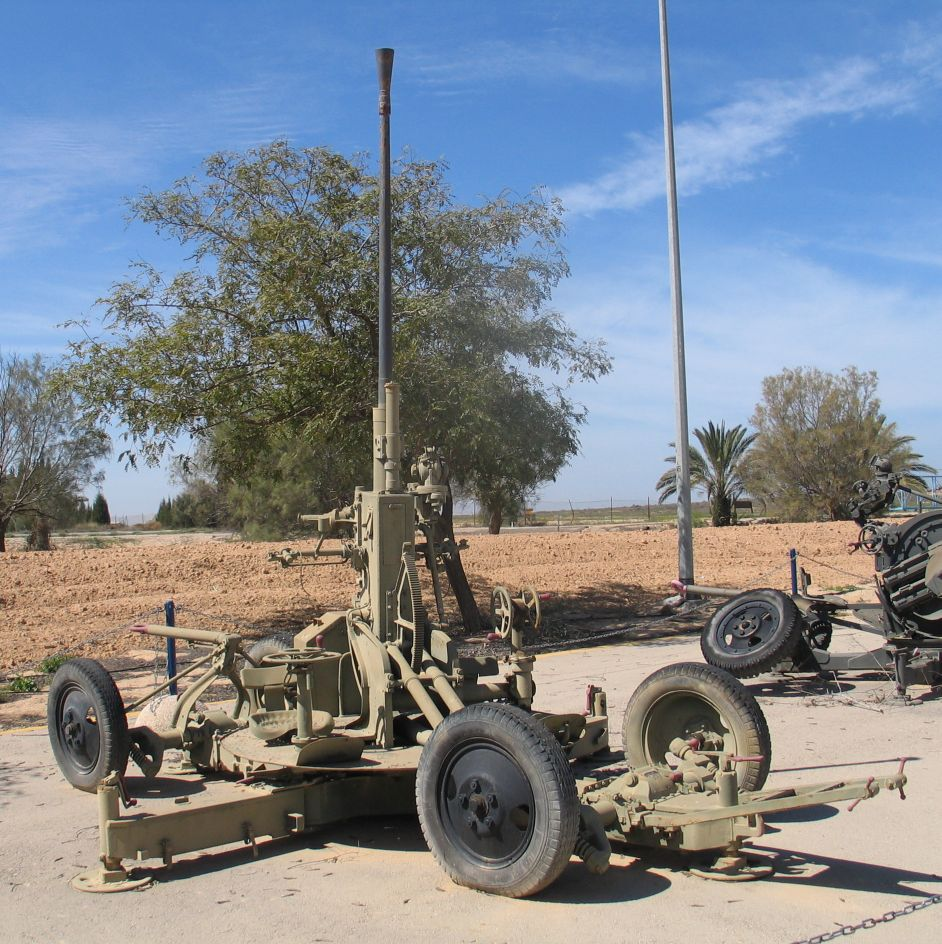
37 mm automatic air defence gun M1939 (61-K)

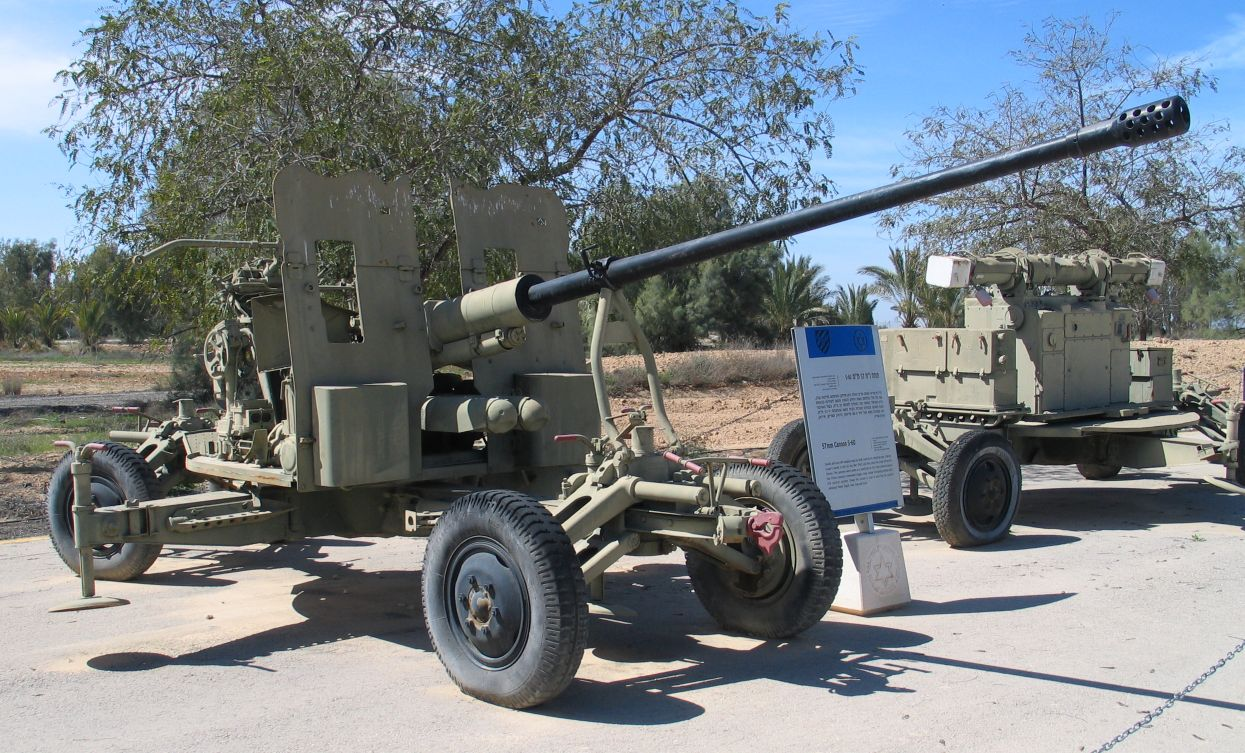
57 mm AZP S-60

- ZPU-4 14.5mm Quadruple AA autocannon
- M1939 (61-K) 37mm[9]
- AZP S-60 57mm

### Phương tiện cơ giới
- PT-76 xe tăng lội nước[8][10][11][12]
- Type 62 xe tăng hạng nhẹ[12]
- T-54/55 xe tăng chủ lực[13]
- BRDM-2 Xe bọc thép trinh sát[12]
- BTR-40 Xe bọc thép chở quân[8][12][14]
- BTR-152 Xe bọc thép chở quân[15]

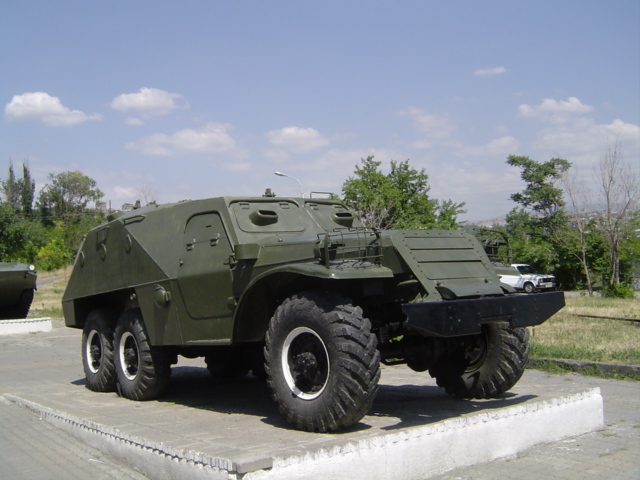
BTR-152 APC

- BJ-212 (4x4) xe tải đa dụng hạng nhẹ[16]
- GAZ-69A (4x4) xe tải đa dụng hạng nhẹ[16]
- GAZ-63 (4x4) xe tải 2 tấn[17]
- M35A1 2½ ton (6x6) xe vận tải[18]

### Trực thăng
- Mil Mi-4 trực thăng vận tải[19]

### Máy bay
- Polikarpov Po-2 máy bay đa dụng/huấn luyện
- Antonov An-2 máy bay đa dụng[19]
- Lisunov Li-2 máy bay đa dụng[19]
- Ilyushin Il-12 máy bay vận tải

### Tàu thuyền
- River Sampan